# 韓屋
韓屋（한옥），北韓稱朝鮮屋（조선집），是韓國傳統建築、韓式建築的官方名稱，指的是朝鲜半岛南部一切传统住宅、宮殿、花園、街道的總稱，特點是被称为「背山臨水」(韓語：배산임수)的佈局方法，以及冬天使用溫突取暖。
韓屋以“居住”為最主流的使用方式，其餘美學、裝飾、增加寓意等功能都比不上居住的實用性，所以韓屋在建造時會根據山、河的狀態進行微調。一名合格的建築師還必須能按照業主的家庭、工作、健康、審美等情況來改造韓屋的原始模板。韓屋以“風水”為中心思想，在朝鮮王朝時代開始成為朝鮮半島南部的主流建築風格。韓屋“坐北朝南”，傾盡所能的面向陽光。如果進入了冬天，韓屋自動裝備的大量暖炕會在地板上發揮作用，溫暖使用者的腳掌並提升室內溫度，協助人們來度過韓國那寒冷的冬天；而到了在夏天，從韓屋的倉庫中拿出一片片由檜木、松樹、櫻花樹組成的地板，並將它們舖上地板上，以此達到降溫消暑的效果。
朝鮮半島的建築風格在歷史中發生過大量變化，目前人們最喜歡用的風格主要沿襲朝鮮王朝的，但即使如此，南韓和北韓的風格依然差距甚大，反映了朝鮮半島擁有各種豐富各異的建築元素。

## 图片集

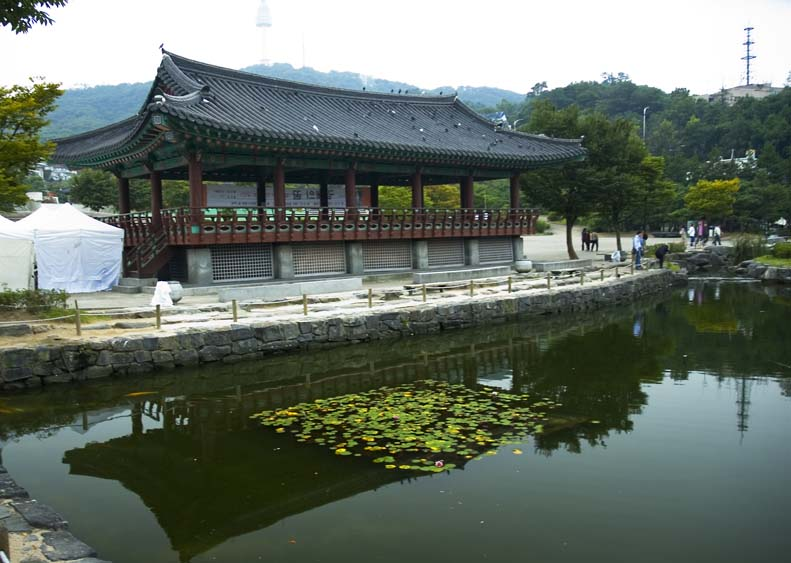
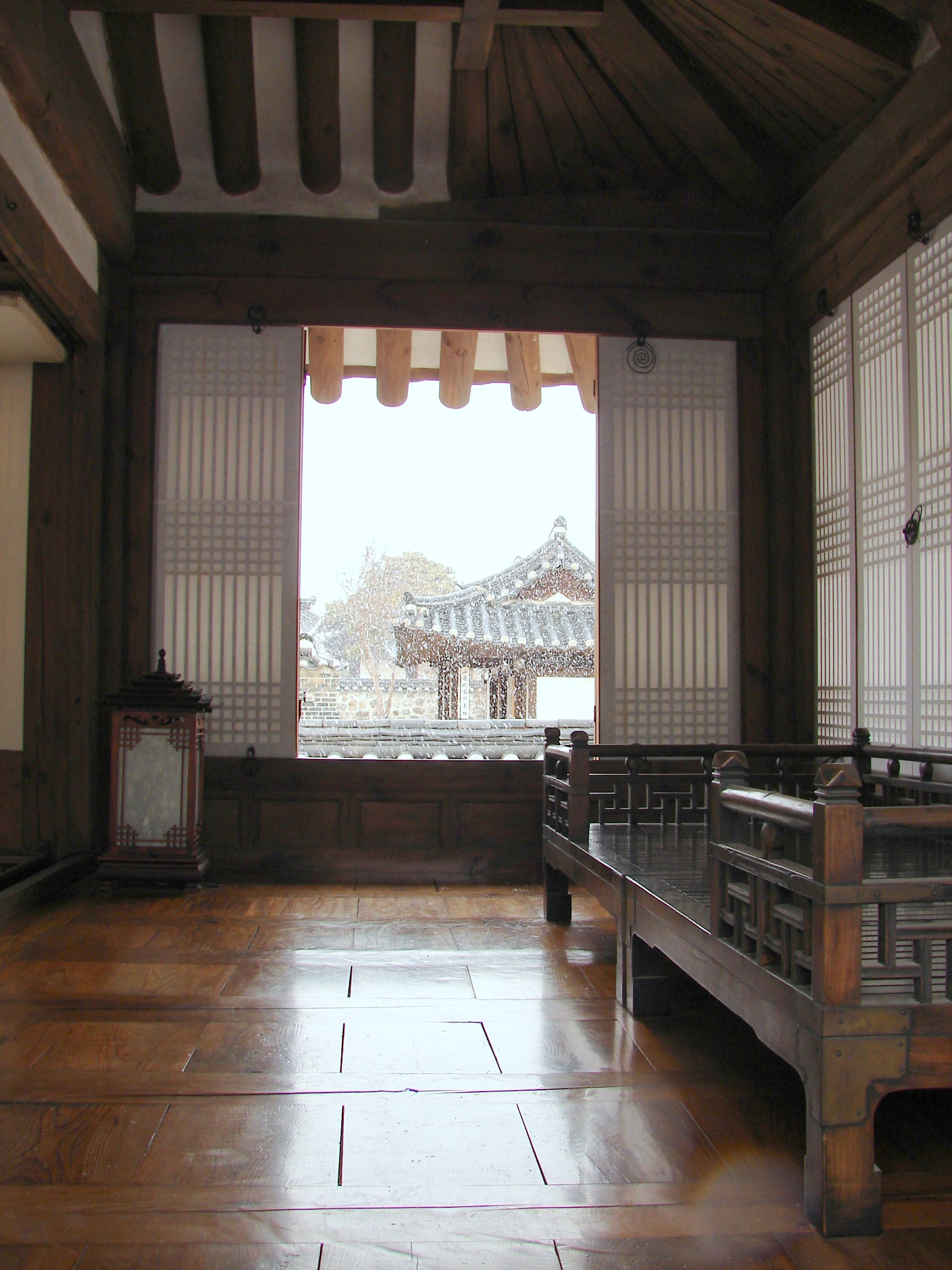
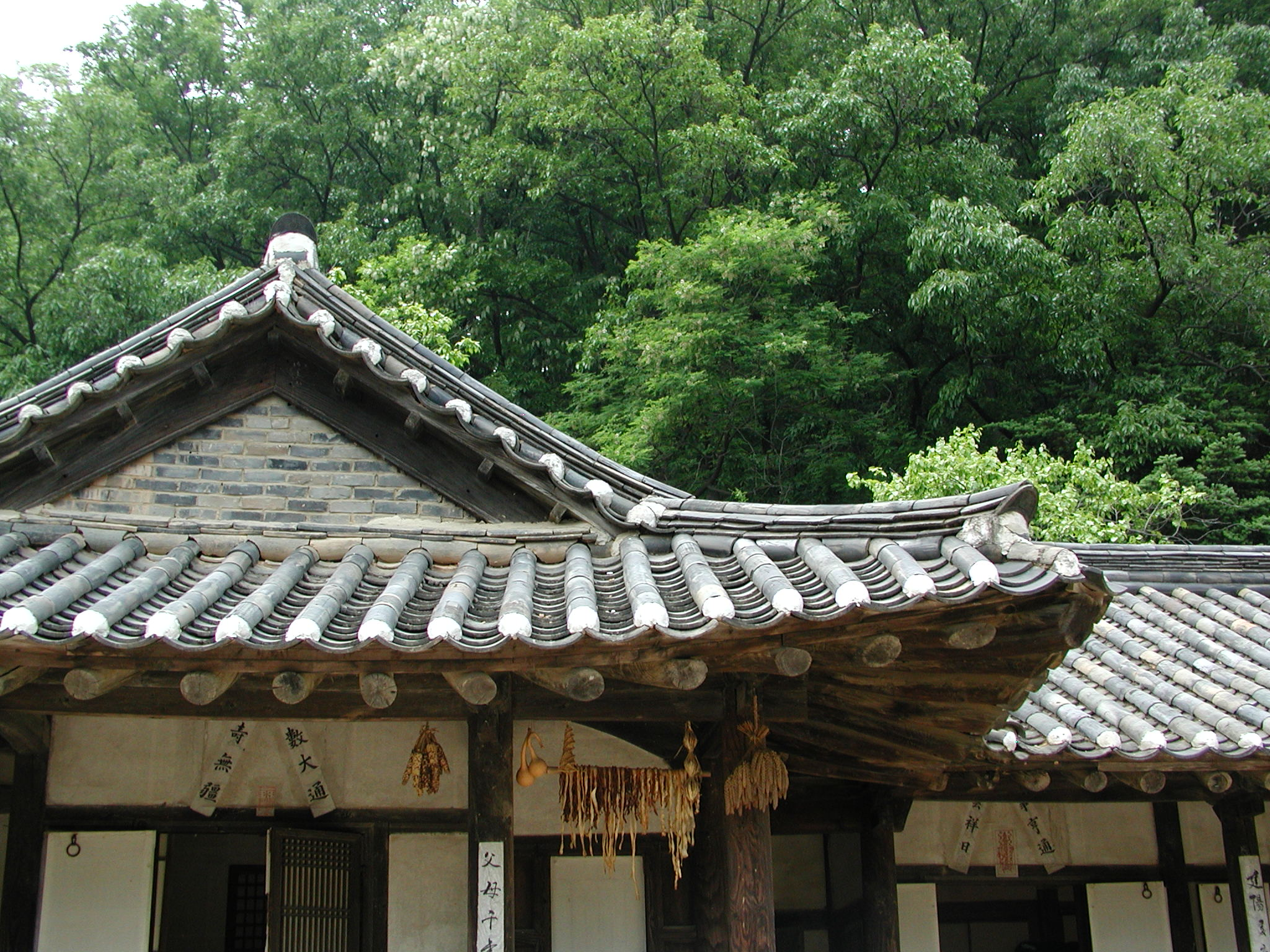
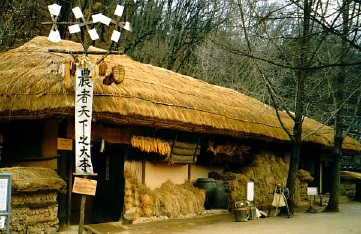
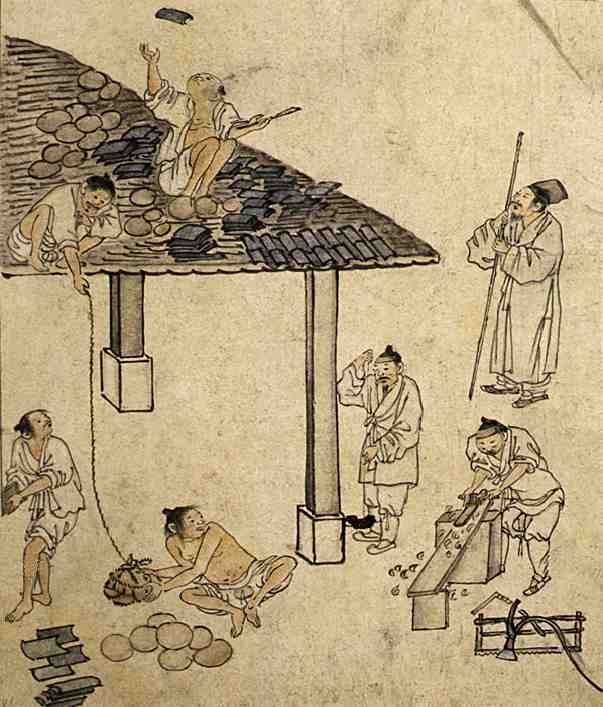
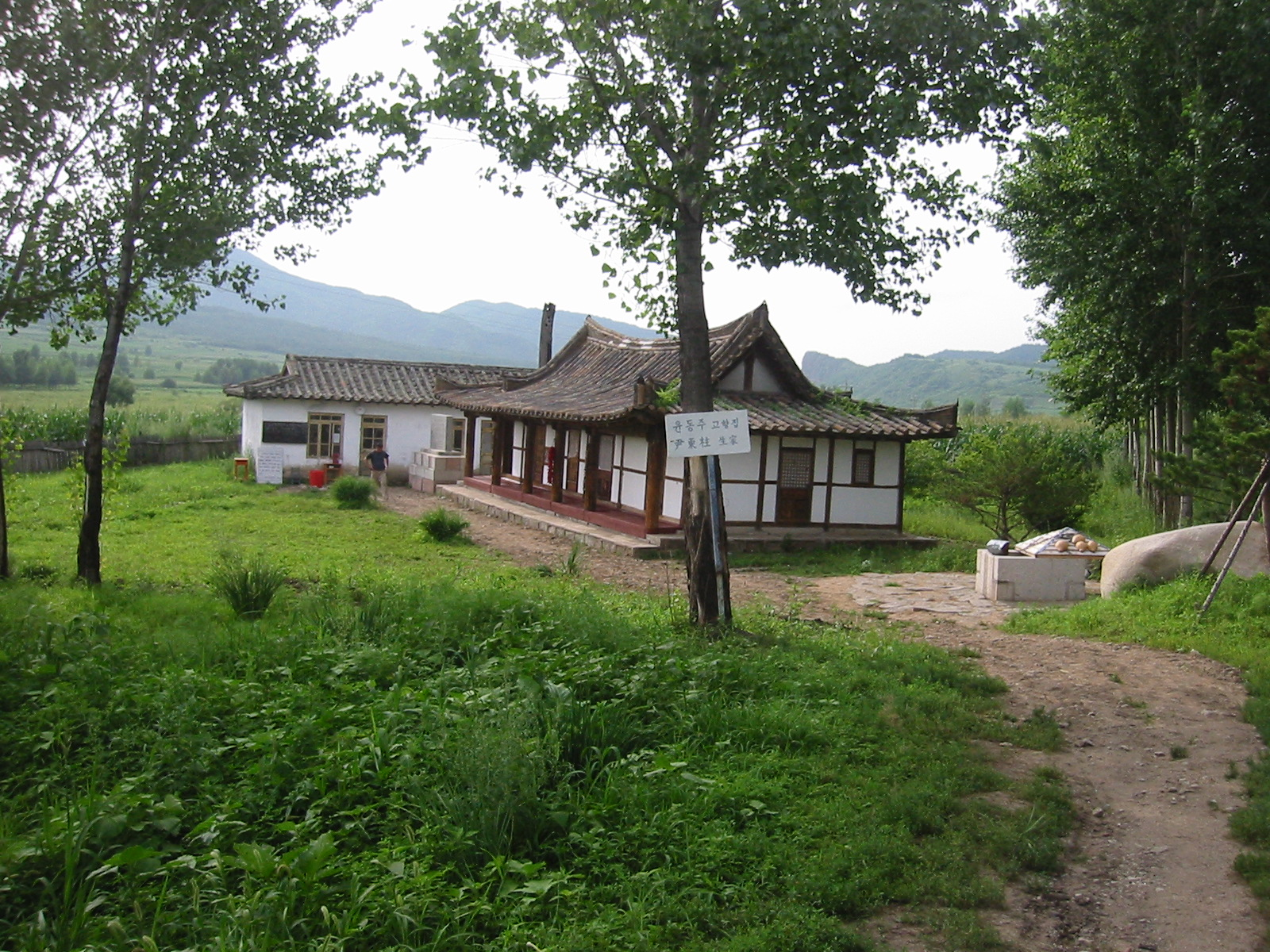